# Außenhandel

Alte Handelswege der Seidenstraße durch Eurasien

Außenhandel (englisch foreign trade) wird in der Volkswirtschaftslehre und Außenwirtschaftstheorie der grenzüberschreitende Handel durch Export, Import, Lohnveredelung oder Transithandel von materiellen und immateriellen Gütern, Dienstleistungen und Kapital sowie deren Abwicklung bezeichnet. Pendant ist der Binnenhandel.

## Allgemeines
Der internationale Handel unterscheidet sich wesentlich vom Binnenhandel. Bei grenzüberschreitenden Geschäften erschweren die räumliche Entfernung, Sprachunterschiede sowie unterschiedliche politische, rechtliche und wirtschaftliche Systeme die Beurteilung des Geschäftspartners. Der wichtigste Unterschied ist, dass der Außenhandel in der Regel teurer als der Binnenhandel ist. Der Grund dafür liegt darin, dass der lange grenzüberschreitende Transportweg in der Regel zusätzliche Kosten verursacht wie Zölle oder Transportkosten oder sonstige Transaktionskosten.  
Außenhandel wird erforderlich, wenn im Inland eine Angebotslücke oder ein Nachfrageüberhang nach bestimmten Gütern oder Dienstleistungen besteht und gleichzeitig im Ausland ein Angebotsüberhang oder eine Nachfragelücke bei diesen Gütern und Dienstleistungen vorhanden sind. Dann können beispielsweise Agrarstaaten ihre überschüssigen Agrarprodukte an Industriestaaten verkaufen und letztere ihre überschüssigen Industrieprodukte in Agrarstaaten vermarkten.
Erst der Freihandel ermöglicht einen nicht reglementierten Außenhandel, während Handelshemmnisse bis hin zum Protektionismus ihn einschränken oder unmöglich machen. Einen absoluten Freihandel kann es allerdings nicht geben, weil diesem bereits die unterschiedlichen Staatsziele und Handelspolitiken entgegenstehen. Deshalb versucht die Außenhandelspolitik als Prozesspolitik die Gestaltung der internationalen Handelsbeziehungen, mit Hilfe staatlicher regulatorischer Maßnahmen durch Außenhandelsinstrumente einzugreifen.
Der Außenhandel trägt zur internationalen Arbeitsteilung bei, weil beispielsweise Agrarprodukte oder Bodenschätze aus Agrarstaaten in den Industriestaaten weiterverarbeitet werden. So leistet er auch einen Beitrag zu Unternehmensinternationalisierungen, wenn beim Export heimische Güter auf internationalen Märkten bis hin zum Weltmarkt angeboten werden („made in Germany“) oder bei Importen ausländische Waren auf nationale Märkte gelangen.

## Arten
Transaktionen im Außenhandel sind der Export (Ausfuhr) als Verkauf von Gütern und Dienstleistungen in das Ausland, der Import (Einfuhr) als Einkauf von Gütern und Dienstleistungen aus dem Ausland, die Lohnveredelung und der Transithandel. Hieraus ergibt sich folgende Übersicht:
| Art            | Definition                                                                                        | Verbuchung in der Handelsbilanz |
| -------------- | ------------------------------------------------------------------------------------------------- | ------------------------------- |
| Export         | Ausfuhr von Gütern und Dienstleistungen                                                           | Aktivseite                      |
| Import         | Einfuhr von Gütern und Dienstleistungen                                                           | Passivseite                     |
| Lohnveredelung | Weiterverarbeitung von Gütern im Inland: aktive Lohnveredelung im Ausland: passive Lohnveredelung | Passivseite Aktivseite          |
| Transithandel  | Import von Gütern und deren sofortigem Export ohne Weiterverarbeitung                             | Passivseite und Aktivseite      |

Auch der im Zusammenhang mit der Lohnveredelung auftretende Reexport und Reimport gehören zum Außenhandel. Der Transithandel weist im Regelfall in der Handelsbilanz einen geringen Saldo aus, der auf dem Gewinn dieser Transaktion beruht. Es handelt sich um eine Bilanzverlängerung.
Exporteure und Importeure sind Außenhandelsbetriebe, deren Betriebszweck ausschließlich oder überwiegend im Export und/oder Import von Gütern oder Dienstleistungen besteht.
Der intraregionale Außenhandel betrifft die Außenhandelsbeziehungen zwischen den Mitgliedsstaaten eines wirtschaftlichen Integrationsraumes (etwa die Europäische Union), während der interregionale Außenhandel die Handelsbeziehungen zwischen wirtschaftlichen Integrationsräumen (wie zwischen einem EU-Mitgliedstaat und einem Drittstaat) erfasst.
Ein intersektoraler Außenhandel liegt vor, wenn Waren unterschiedlicher Kategorie gehandelt werden. So exportiert Deutschland beispielsweise Kraftfahrzeuge nach Kolumbien und bezieht von dort unter anderem Kaffee. Um intrasektoralen Außenhandel geht es, wenn dieselbe Warenkategorie zwischen Staaten gehandelt wird: Deutschland exportiert Kraftfahrzeuge nach Japan und importiert japanische Fahrzeuge.

## Rechtsfragen
Rechtsgrundlage für den Außenhandel ist das Außenwirtschaftsrecht, das vor allem durch das Außenwirtschaftsgesetz (AWG) und die Außenwirtschaftsverordnung (AWV) repräsentiert wird. In § 1 Abs. 1 AWG wird der Freihandel propagiert, der nur den Beschränkungen unterliegt, die das AWG oder die AWV vorsehen (Ausfuhrgenehmigung, Ausfuhrlisten, Einfuhrgenehmigung, Einfuhrlisten).
Der Außenhandel kann nur auf der Grundlage bilateraler oder multilateraler Handelsabkommen stattfinden. Sie regeln, welche Güter und Dienstleistungen zwischen den Handelspartnern ausgetauscht werden dürfen und welche nicht. Die gemeinsame Handelspolitik der EU wird gemäß Art. 207 Abs. 1 AEUV nach einheitlichen Grundsätzen gestaltet. Demnach muss das Europäische Parlament allen Handelsabkommen zwischen EU-Mitgliedstaaten und Drittstaaten seine Zustimmung erteilen.
Zahlreiche Handelsbräuche haben sich speziell im Außenhandel herausgebildet. Der Außenhandel zwischen Exporteuren und Importeuren kann nur reibungslos funktionieren, wenn die Exporte und Importe in ihren Lieferungs- und Zahlungsbedingungen standardisierte und allgemein anerkannte Handelsklauseln vorsehen, die den Gefahrübergang, die Transportkosten und das Transportrisiko klären. Regelungen hierzu finden sich in den Incoterms, während die ERA 600 die international anerkannten Grundlagen für die Abwicklung von Dokumentenakkreditiven beinhalten.

## Außenhandel in der Wissenschaft
Die Außenhandelstheorie als Teilgebiet der Außenwirtschaftstheorie versucht, die Auswirkungen auf die Handelsbeziehungen der Marktteilnehmer zu erklären. Im Zentrum stehen unter anderem die Theorien der absoluten und komparativen Kostenvorteile. Diese Kostenvorteile entstehen vor allem durch international unterschiedliche Lohnniveaus, durch welche die Einteilung in Niedriglohn- und Hochlohnländer wegen unterschiedlicher Produktionskosten und Arbeitskosten für dasselbe Gut erforderlich wird.
Zudem ist der Außenhandel das Erkenntnisobjekt der Außenhandelsbetriebslehre, die sich vor allem mit dem Außenhandelsbetrieb befasst. 

## Kennzahlen
Wesentliche volkswirtschaftliche Kennzahlen im Außenhandel sind die Exportquote (mit Exporterlösen {\displaystyle EX}), Importquote (mit Importausgaben {\displaystyle IM}) und der Außenbeitrag, die jeweils dem Bruttoinlandsprodukt {\displaystyle BIP} gegenübergestellt werden: 
{\displaystyle {\text{Exportquote}}={\frac {\text{EX}}{\text{BIP}}}\times 100},
{\displaystyle {\text{Importquote}}={\frac {\text{IM}}{\text{BIP}}}\times 100}.
Die Außenbeitragsquote ist der Anteil des Außenbeitrags am BIP:
{\displaystyle {\text{Außenbeitragsquote}}={\frac {{\text{EX}}-{\text{IM}}}{\text{BIP}}}}.
Sie geben an, inwieweit ein Staat in den Welthandel integriert ist.
Gibt es bei einigen Produktgruppen in einem Staat eine Importquote von „Null“, so liegt Autarkie vor, die einem Selbstversorgungsgrad von 100 % entspricht. Dies gibt es in vielen Agrarstaaten, wo Agrarprodukte oft eine Überproduktion aufweisen oder in Staaten mit über den Inlandsbedarf hinausgehenden Rohstoffen. Das Gegenteil einer zu starken Abhängigkeit von Rohstoffen (wie etwa bei Erdgas und Erdöl) führt zu Monostrukturen, welche beispielsweise die Energiesicherheit gefährden oder ein Preisrisiko darstellen, kann zu Importquoten von bis zu 100 % führen. 

## Statistiken
Die zehn größten Exportnationen weltweit:
| Rang (Wert) | Land                   | Wert  | Anteil |
| ----------- | ---------------------- | ----- | ------ |
| 1.          | Volksrepublik China    | 2.263 | 12,8   |
| 2.          | Vereinigte Staaten     | 1.546 | 8,7    |
| 3.          | Deutschland            | 1.448 | 8,2    |
| 4.          | Japan                  | 698   | 3,9    |
| 5.          | Niederlande            | 652   | 3,7    |
| 6.          | Südkorea               | 574   | 3,2    |
| 7.          | Hongkong b,c           | 550   | 3,1    |
| 8.          | Frankreich             | 535   | 3,0    |
| 9.          | Italien                | 506   | 2,9    |
| 10.         | Vereinigtes Königreich | 445   | 2,5    |

b Schätzungen des WTO-Sekretariats
c In diesen Zahlen sind erhebliche Transfers im Rahmen von Re-Exports (Ausfuhren von ausländischen Gütern) und Einfuhren für Re-Exports enthalten
Die zehn größten Importnationen weltweit:
| Rang (Wert) | Land                   | Wert a | Anteil |
| ----------- | ---------------------- | ------ | ------ |
| 1.          | Vereinigte Staaten     | 2.409  | 13,4   |
| 2.          | Volksrepublik China    | 1.841  | 10,2   |
| 3.          | Deutschland            | 1.167  | 6,5    |
| 4.          | Japan                  | 672    | 3,7    |
| 5.          | Vereinigtes Königreich | 644    | 3,6    |
| 6.          | Frankreich             | 625    | 3,5    |
| 7.          | Hongkong b             | 590    | 3,3    |
| 8.          | Niederlande            | 574    | 3,2    |
| 9.          | Südkorea               | 478    | 2,7    |
| 10.         | Italien                | 453    | 2,5    |

a FOB-Basis des Ausfuhrhafens
Schätzungen des WTO-Sekretariats
b In diesen Zahlen sind erhebliche Transfers im Rahmen von Re-Exports (Ausfuhren von ausländischen Gütern) und Einfuhren für Re-Exports enthalten

## Wirtschaftliche Aspekte
Bereits für Thomas Mun stand im Jahre 1664 fest, dass Wohlstand dadurch entstehe, wenn andere Nationen mehr von England kauften als England von diesen konsumiere, wenn mithin ein Handelsbilanzüberschuss entstehe. Adam Smith führte dagegen den Außenhandel in seinem im März 1776 erschienenen Buch Wohlstand der Nationen darauf zurück, dass jedes Land sich auf die Herstellung jener Güter konzentriere, bei denen es einen absoluten Kostenvorteil erziele.
Die unbestrittene Wirkung des Außenhandels auf den Wohlstand gilt jedoch nicht für alle Staaten, denn die Vorteile, die ein Staat aus dem Außenhandel zieht, können auch ganz oder teilweise zu Lasten anderer Länder gehen. Damit verursacht der Außenhandel eine Veränderung des Volkseinkommens und sorgt als Puffer für binnenwirtschaftliche Angebots- und Bedarfsverschiebungen. Angebotsüberhänge können exportiert, Nachfrageüberhänge importiert werden. Globalisierung, multinationale Unternehmen und Outsourcing sind Resultate des Außenhandels.
Der deutsche Außenhandel wird in amtlichen Außenhandelsstatistiken nach Menge und Wert der Waren sowie nach Bezugs- und Abnehmerländern ausgewiesen. Die Volkswirtschaftslehre erfasst sämtliche außenwirtschaftlichen Aktivitäten in der Handels- und Dienstleistungsbilanz. Wichtige volkswirtschaftliche Kennzahlen für den Außenhandel sind der Außenbeitrag, die Außenhandelsquote, Exportquote, Importquote oder Offenheitsgrad. Der Außenbeitrag erfasst die Werte sämtlicher Exporte und Importe von materiellen und immateriellen Gütern und Dienstleistungen eines Staates innerhalb einer Rechnungsperiode. Er zeigt, ob ein Staat mehr exportiert als er importiert (Nettoexport) oder umgekehrt (Nettoimport). Die Außenhandelsquote setzt die Exporte und Importe ins Verhältnis zum Bruttoinlandsprodukt.
Typisch für den Außenhandel sind dessen erhöhte Transaktionskosten im Vergleich zum Binnenhandel. Grund ist beim Import oder Export die zu überbrückende größere Distanz zwischen Importeur und Exporteur, die höhere Transportkosten zur Folge hat. Gleichzeitig geht hiermit auch eine Erhöhung des Transportrisikos einher.
In der Betriebswirtschaftslehre spricht man vom institutionellen Außenhandel, wenn das Kerngeschäft eines Unternehmens außenhandelsorientiert ist (Außenhandelsbetrieb). Derartige Unternehmen generieren den größten Teil ihrer Umsatzerlöse durch Export oder Import. Es besteht mit dem Kaufmann im Groß- und Außenhandel ein eigenständiges Berufsbild. 
Im Vergleich zum Binnenhandel birgt der Außenhandel zusätzliche Risiken in sich. Dazu gehören insbesondere Länderrisiko (Transferstopprisiko, Moratoriumsrisiko), Lieferrisiken, politische Risiken, Transportrisiko, Wechselkursrisiko, Zahlungsrisiko, Zahlungsverbotsrisiko sowie interkulturelle Verständigungsrisiken. Die meisten Risiken lassen sich durch eine Exportkreditversicherung (Hermesdeckungen) absichern. Zahlungsrisiken können durch Anzahlungen, Vorauszahlungen oder Zahlungsgarantien gemindert oder beseitigt werden (beim Exporteur), Lieferrisiken durch Ausfallgarantien, Liefergarantien oder Vertragserfüllungsgarantien (beim Importeur). Das Bankwesen hat zudem außenhandelstypische Absicherungen geschaffen (etwa Akkreditiv, Dokumenteninkasso). Kreditinstitute führen darüber hinaus im internationalen Zahlungsverkehr die Zahlungsströme durch, indem sie die Zahlung des zahlungspflichtigen Importeurs beispielsweise über das Zahlungssystem SWIFT und ihre Korrespondenzbanken an den zahlungsempfangenden Exporteur bargeldlos als Auslandsüberweisung weiterleiten (englisch clean payment). Außerdem tauschen sie Fremdwährungen in Inlandswährung und umgekehrt, übernehmen Außenhandelsfinanzierungen und führen Sicherungsgeschäfte durch.
Der Außenhandel erfordert die Aufstellung einer Handelsbilanz, die als Teilbilanz in die Zahlungsbilanz einfließt. In der Handelsbilanz werden die Exporte auf der Aktivseite und die Importe auf der Passivseite verbucht. Sind die Exporte größer als die Importe, wird auf der Passivseite der Saldo als Handelsbilanzüberschuss ausgewiesen. Sind die Importe höher als die Exporte, wird auf der Aktivseite der Saldo als Handelsbilanzdefizit gezeigt. Beide Salden stellen im Hinblick auf das ökonomische Staatsziel des außenwirtschaftlichen Gleichgewichts eine Zielverfehlung dar, wenn jedes von ihnen mehr als drei Jahre besteht und mehr als 6 % des Bruttoinlandsprodukts in den EU-Mitgliedstaaten  ausmacht.

## Abgrenzung
Der Begriff Außenhandel bezieht sich insbesondere die bilateralen oder multilateralen Handelsbeziehungen eines Staates oder Wirtschaftsraums mit anderen Staaten. Außenhandel ist somit als Teil der Gesamtwirtschaft des Staates und im Vergleich zum Binnenhandel zu verstehen. Welthandel geht dagegen von einer globalen Sicht aus und umfasst die Gesamtheit der Handelsbeziehungen zwischen einer Vielzahl von Staaten, deren Strukturen, Mechanismen und die Entwicklung dieser Beziehungen. 